# Giro delle Fiandre 1975
Il Giro delle Fiandre 1975, cinquantanovesima edizione della corsa, fu disputato il 6 aprile 1975, per un percorso totale di 255 km. Fu vinto dal belga Eddy Merckx, al traguardo con il tempo di 6h16'00", alla media di 40,690 km/h, davanti ai connazionali Frans Verbeeck e Marc Demeyer.
I ciclisti che partirono da Sint-Niklaas furono 179; coloro che tagliarono il traguardo a Meerbeke furono 50.

## Ordine d'arrivo (Top 10)
| Pos. | Corridore              | Squadra   | Tempo    |
| ---- | ---------------------- | --------- | -------- |
| 1    | Eddy Merckx            | Molteni   | 6h16'00" |
| 2    | Frans Verbeeck         | Maes Pils | a 30"    |
| 3    | Marc Demeyer           | Carpenter | a 5'02"  |
| 4    | Walter Planckaert      | Maes Pils | a 5'08"  |
| 5    | Rik Van Linden         | Bianchi   | s.t.     |
| 6    | Gerben Karstens        | Gitane    | s.t.     |
| 7    | Gustaaf Van Roosbroeck | Miko      | s.t.     |
| 8    | Freddy Maertens        | Carpenter | s.t.     |
| 9    | Roger Rosiers          | Super Ser | s.t.     |
| 10   | Willem Peeters         | Maes Pils | s.t.     |